# 哈德森鎮區 (伊利諾伊州麥克萊恩縣)
哈德森鎮區（英語：Hudson Township）是位於美國伊利諾伊州麥克萊恩縣的一個行政鎮區。

## 地方資料
根據2010年美國人口普查的數據，哈德森鎮區的面積為97.90平方千米，當中陸地面積為94.00平方千米，而水域面積為3.90平方千米。當地共有人口2573人，而人口密度為每平方千米26.28人。